# Північний Дуз
Округ Північний Дуз (араб. معتمدية دوز الشمالية) — округ у Тунісі. Входить до складу вілаєту Кебілі. Адміністративний центр — м. Дуз. Округ розташований у західній частині вілаєту Кебілі. Станом на 2004 рік населення становило 25 534 особи.